# I Luciferi
I Luciferi to siódmy album amerykańskiego zespołu Danzig. Wydany 4 czerwca 2002 roku.

## Lista utworów
1. "Unendlich" – 1:51
2. "Black Mass" – 4:58
3. "Wicked Pussycat" – 4:03
4. "God of Light" – 3:39
5. "Liber Skull" – 5:45
6. "Dead Inside" – 5:16
7. "Kiss the Skull" – 4:11
8. "I Luciferi" – 3:15
9. "Naked Witch" – 3:55
10. "Angel Blake" – 3:35
11. "The Coldest Sun" – 3:59
12. "Halo Goddess Bone" – 4:29
13. "Without Light, I Am" – 5:32

## Twórcy
- Glenn Danzig – śpiew, gitara, instrumenty klawiszowe, miks
- Todd Youth – gitara
- Howie Pyro – gitara basowa
- Joey Castillo – perkusja
- Nick Raskulinecz – inżynier dźwięku, miks
- Shawn Berman – inżynier dźwięku
- Tom Baker – mastering
- Carlos Batts – zdjęcia, okładka

## Wideografia
- "Wicked Pussycat" – 2002 (teledysk został nakręcony na przedmieściach Los Angeles 22 marca 2002 roku)
- "Kiss the Skull" – Tom Mignone, 2002 (teledysk został nakręcony w Los Angeles 17 sierpnia 2002 roku)